# Gammlia friluftsmuseum
Gammlia friluftsmuseum ist ein Freilichtmuseum in der nordschwedischen Stadt Umeå in der Provinz Västerbottens län. Es ist etwa 2 km vom Stadtzentrum entfernt. Das Museum gehört zum Västerbottens Museum. Seine Gebäude und Aktivitäten zeigen beispielhaft, wie es früher in Västerbotten ausgesehen haben könnte.

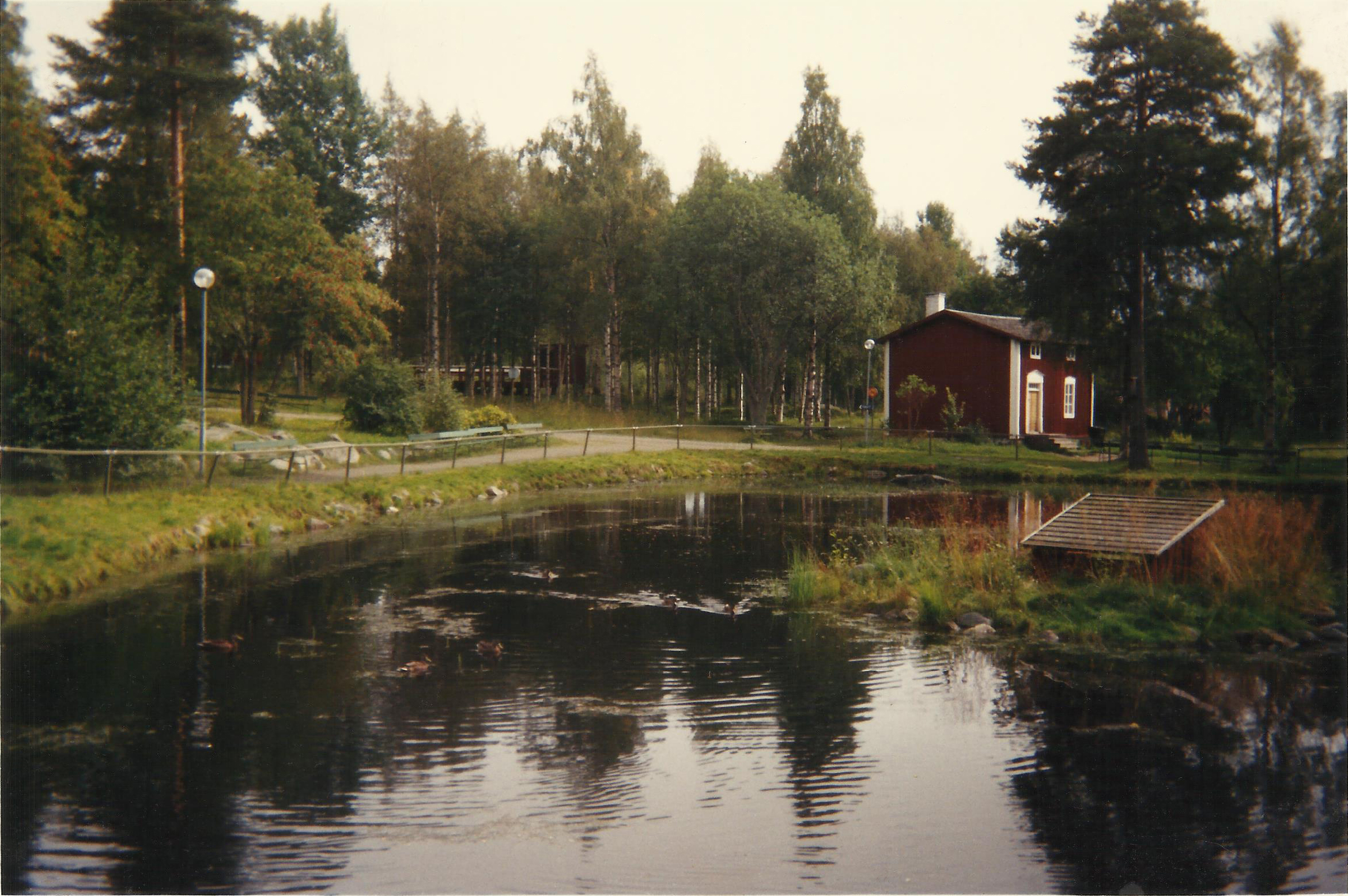

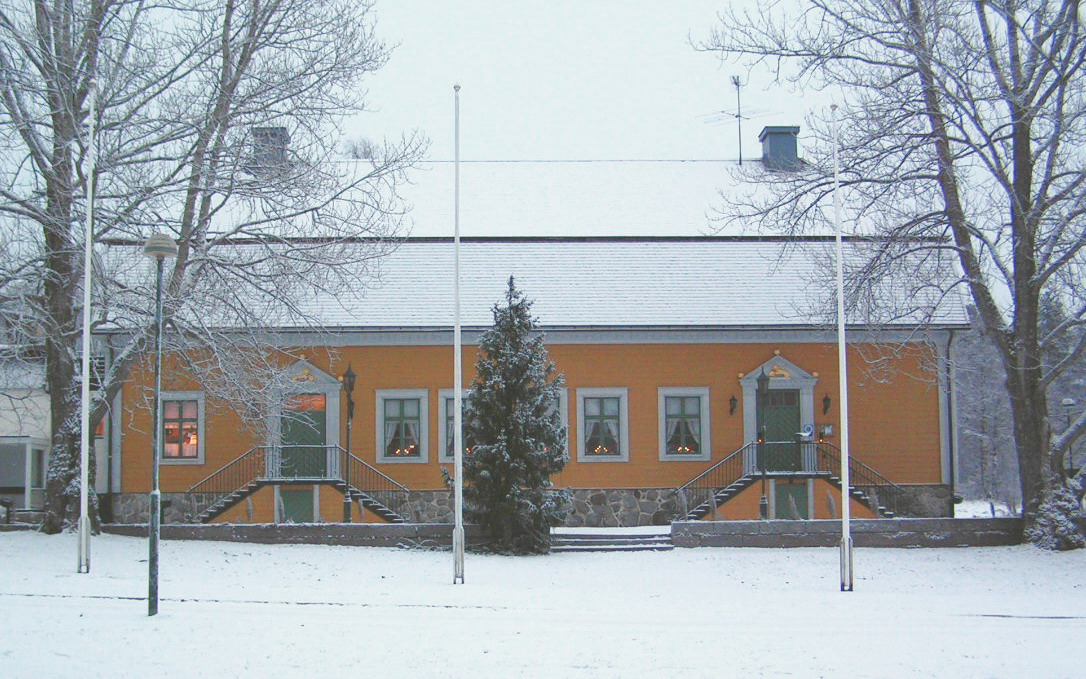

Die Gebäude in der Gegend stammen aus verschiedenen Teilen der Provinz Västerbotten län, um anschaulich darstellen, wie es in früheren Zeiten in der Gegend des heutigen Landkreises aussah. Zwischen 1921 und 1990 kamen verschiedene historische Gebäude aus Västerbotten in das Museumsgelände. Zu sehen ist die ehemalige Helena Elisabeth-Kirche, ein Herrenhaus, eine Windmühle, einem Bauernhaus aus dem 18. Jahrhundert, eine Schule und eine Schmiede sowie eine Reihe von Samensiedlungen. Der ursprüngliche Plan war es, einen Bauernhof aus dem nördlichen Teil der Provinz und einer aus dem Süden aufzubauen. Aus Kostengründen wurden die Gebäude zu einem einzigen Gehöft zusammengestellt.
Im Sommer leben im Freiluft-Museum Pferde einheimischer Rassen, Kühe, Schafe, Schweine und Hühner, die für die Besuchern zu sehen sind. Des Weiteren werden täglich verschiedene Aktivitäten wie Buttern, Fladenbrotbacken, Hausarbeiten, Handarbeiten und verschiedene Handwerke sowie Kunsthandwerke angeboten. Das Museum ist von Mitte Juni bis Ende August, und während des alljährlichen Weihnachtsmarkts geöffnet. Der Außenbereich ist immer zugänglich für Besucher. Der Name Gammlia basiert auf Gamli, was ein Kofferwort aus Den Gamla Liden ‚die alten Hügel‘ ist. Der Name entstand durch den siegreichen Vorschlag eines Namenswettbewerbs, den die historische Gesellschaft in Verbindung mit der Fertigstellung Gammlias organisierte.